# Passeig de Fabra i Puig
La Promenade de Fabra et Puig est une rue de Barcelone, anciennement appelée Rambla de Santa Eulàlia, qui traversent sur environ deux kilomètres les districts d'Horta-Guinardó, Nou Barris et Sant Andreu.
Elle fut inaugurée en 1918 et porte le nom de famille de Ferran Fabra i Puig (1866-1944), deuxième marquis d'Alella, ingénieur industriel et homme politique, maire de Barcelone de 1922 à 1923, et de son frère Romà Fabra et Puig, premier marquis du Masnou.
L'ancienne usine de leur compagnie textile (Compañía Anónima Hilaturas de Fabra y Coats) se trouve à proximité. Au moment de son ouverture la rue fut dédiée, via une plaque commémorative, aux ouvriers des usines de la compagnie, en gage de reconnaissance.
À Sant Andreu, à partir de la rue de Concepción Arenal, la rue prend le nom de Rambla de Fabra i Puig, puis devient Rambla de l'Onze Septembre à partir de la rue Gran de Saint Andreu.